# Philipp Weinges
Philipp Weinges (* 13. Januar 1960 in München) ist ein deutscher Drehbuchautor und Produzent.
Seit 2005 ist er zusammen mit Andreas Richter Geschäftsführer der Crazy Film GmbH. Die Firma produziert Spielfilme für TV und Kino.
Zwischen 2004 und 2015 war er Mitglied des Verwaltungsrates der Filmförderanstalt.
Seit 2014 ist er Mitglied des Vorstandes der Deutschen Filmakademie. 
Von 2015 bis 2019 war er, zusammen mit Benjamin Herrmann, deren Vorsitzender.
Philipp Weinges lebt in Berlin.

## Filmografie
- 1990: Allein unter Frauen (Drehbuch)
- 1995: Japaner sind die besseren Liebhaber (Drehbuch, Regie)
- 1999: Erkan & Stefan (Drehbuch)
- 2001: Erkan und Stefan – Gegen die Mächte der Finsternis (Drehbuch)
- 1999: Holgi – Der böseste Junge der Welt (Drehbuch)
- 2002: Crazy Race (Drehbuch und Produktion)
- 2002: Einspruch für die Liebe (Drehbuch und Produktion)
- 2004: Crazy Race 2 – Warum die Mauer wirklich fiel (Drehbuch und Produktion)
- 2004: Unser Kindermädchen ist ein Millionär (Drehbuch und Produktion)
- 2006: Crazy Race 3 – Sie knacken jedes Schloss (Drehbuch und Produktion)
- 2008: African Race – Die verrückte Jagd nach dem Marakunda (Drehbuch und Produktion)
- 2009: Tod aus der Tiefe (Drehbuch und Produktion)
- 2010: Männer lügen nicht (Drehbuch und Produktion)
- 2012: Der Blender (Produktion)
- 2013: Heiter bis tödlich: Zwischen den Zeilen 16-teilige Serie (Drehbuch und Produktion)
- 2013–2017: Inspektor Jury – Reihe (Produktion)
- 2017: Vorwärts immer! (Drehbuch und Produktion)
- 2020: Zimmer mit Stall – Die Waschbären sind los (Drehbuch)
- 2021: Zimmer mit Stall – Schwiegermutter im Anflug (Drehbuch)
- 2021: Zimmer mit Stall – Schwein gehabt (Drehbuch)
- 2022: Zimmer mit Stall – So ein Zirkus (Drehbuch)
- 2023: Zimmer mit Stall – Das Blaue vom Himmel (Drehbuch)
- 2023: Zimmer mit Stall – Kuhhandel (Drehbuch)